# Marian Sypniewski

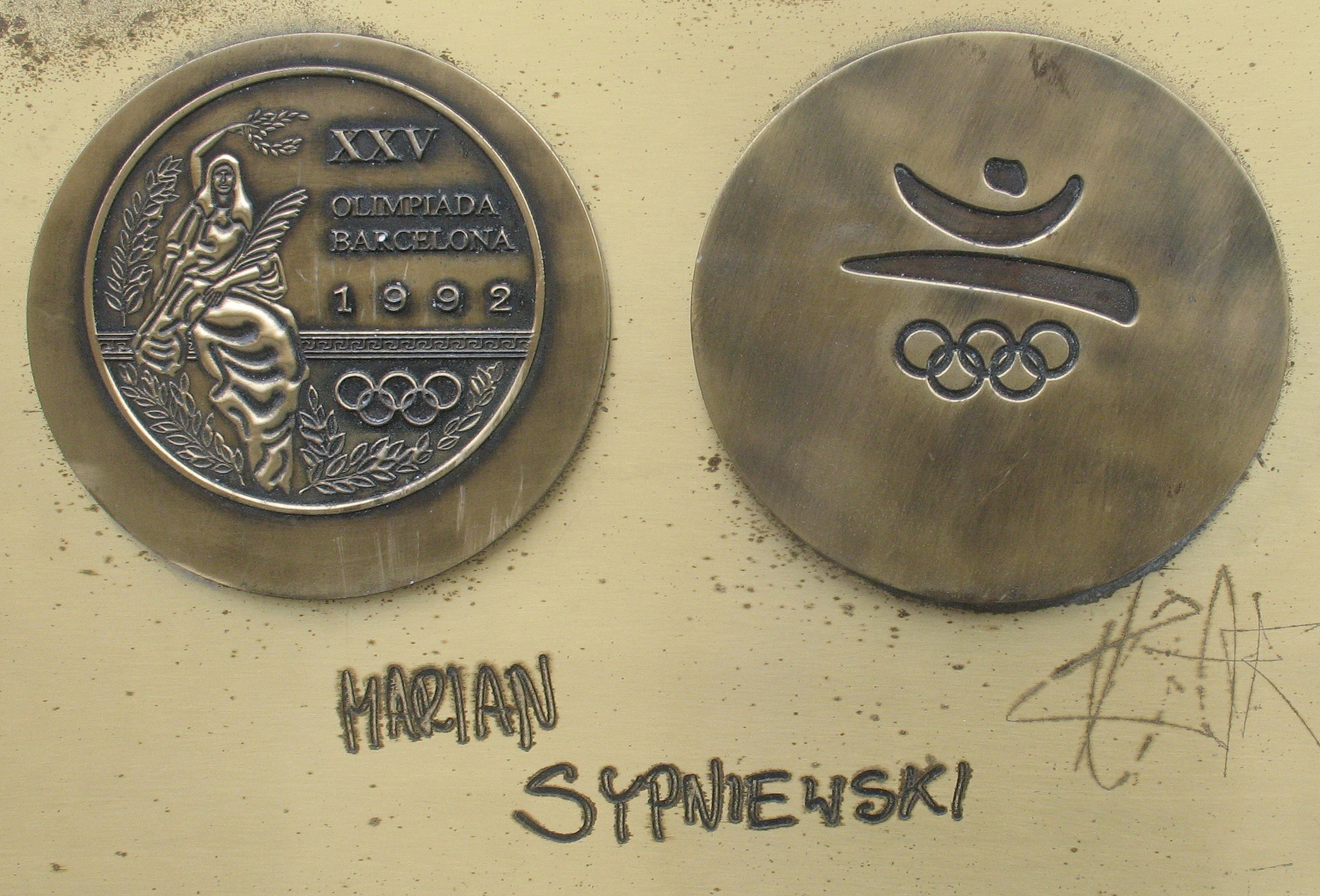
Copie M. Sypniewski médaille et autographe

Marian Sypniewski, né le 30 avril 1955 à Bydgoszcz, est un escrimeur polonais, pratiquant le fleuret.

## Palmarès

### Jeux olympiques d'été
- 1992 à Barcelone
  -  Médaille de bronze au fleuret par équipes
- 1980 à Moscou
  -  Médaille de bronze au fleuret par équipes

### Championnats du monde
- en 1993 à Essen, Allemagne
  -  Médaille de bronze par équipe
- en 1983 à Vienne, Autriche
  -  Médaille de bronze en individuel
- en 1978 à Hambourg, Allemagne
  -  Médaille d'or par équipe

### Championnats de Pologne
- en 1982, 1986 et 1988:
  - 3  Champion de Pologne